# Championnat de Tchéquie de football 2009-2010
Navigation
Saison précédente Saison suivante
Le Championnat de République tchèque de football 2009-2010, appelé Gambrinus Liga, est la dix-septième saison du Championnat de République tchèque de football. Le premier niveau du championnat oppose seize clubs tchèques en une série de trente rencontres jouées durant la saison de football. Il a débuté le samedi 24 juillet 2009 et s'est terminé le 23 mai 2010.
Les trois premières places de ce championnat sont qualificatives pour les compétitions européennes que sont la Ligue des champions et la Ligue Europa. Une dernière est attribuée au vainqueur de la coupe nationale.
C'est le Sparta Prague qui remporte la compétition après avoir terminé -invaincu- en tête du classement final, avec un seul point d'avance sur le FK Baumit Jablonec et deux sur le FC Baník Ostrava. C'est le 11e titre de champion de République tchèque de l'histoire du Sparta.

## Promus et relégués du début de saison
Tescoma Zlín et Viktoria Žižkov quittent la première division et sont remplacées par les promus de Bohemians 1905, champion de deuxième division tchèque de la saison précédente, et le FC Zenit Čáslav, vice-champion. Cependant, avant le démarrage de la compétition, le FC Zenit Caslav vend sa licence au club du 1.FC Slovacko qui peut donc participer au championnat de D1 cette saison. Le Zenit reste quant à lui en Druha Liga, le championnat de deuxième division.

## Les 16 clubs participants
| \| FC Baník Ostrava Prague · Bohemians 1905 · Bohemians Praha (Střížkov) · Slavia Prague · Sparta Prague 1.FC Brno SK Dynamo České Budějovice FK Baumit Jablonec SK Kladno FK Mladá Boleslav FC Marila Příbram SK Sigma Olomouc FC Slovan Liberec FK Teplice FC Viktoria Plzeň \| Localisation des clubs engagés dans le championnat. |
| FC Baník Ostrava Prague · Bohemians 1905 · Bohemians Praha (Střížkov) · Slavia Prague · Sparta Prague 1.FC Brno SK Dynamo České Budějovice FK Baumit Jablonec SK Kladno FK Mladá Boleslav FC Marila Příbram SK Sigma Olomouc FC Slovan Liberec FK Teplice FC Viktoria Plzeň                                                           |